# Herrarnas dubbeljakt vid världsmästerskapen i nordisk skidsport 2011
Herrarnas dubbeljakt vid Skid-VM 2011 genomfördes den 27 februari 2011 i Holmenkollen, Norge. 
Distansen var 2 x 15 km. De första 15 kilometrarna åktes i klassisk stil, som följdes av ett skidbyte varefter de återstående 15 kilometrarna gick i fristil. Guldmedaljören blev Petter Northug, Norge.

## Bana
Klassisk stilÅkarna kör tre varv på en bana som mäter 5 km. Dess höjdskillnad är 95 m.
FristilEfter skidbytet byter åkarna också bana till en kortare och lättare på 3,75 km med höjdskillnaden 58 m. På den banan åker man fyra varv.

## Tidigare världsmästare i dubbeljakt
| År   | Ort           | Mästare        |
| ---- | ------------- | -------------- |
| 2001 | Lahtis        | Per Elofsson   |
| 2003 | Val di Fiemme | Per Elofsson   |
| 2005 | Oberstdorf    | Vincent Vittoz |
| 2007 | Sapporo       | Axel Teichmann |
| 2009 | Liberec       | Petter Northug |
| 2011 | Oslo          | Petter Northug |

## Resultat - topp 20
| Placering | Namn                   | Land        | Tid       |
| --------- | ---------------------- | ----------- | --------- |
| 1         | Petter Northug         | Norge       | 1:14:10.4 |
| 2         | Maxim Vylegzhanin      | Ryssland    | 1:14:11.1 |
| 3         | Ilja Tjernousov        | Ryssland    | 1:14:11.6 |
| 4         | Serhij Dolidovich      | Vitryssland | 1:14:13.0 |
| 5         | Martin Johnsrud Sundby | Norge       | 1:14:13.5 |
| 6         | Marcus Hellner         | Sverige     | 1:14:13.5 |
| 7         | Roland Clara           | Italien     | 1:14:15.8 |
| 8         | Tobias Angerer         | Tyskland    | 1:14:16.9 |
| 9         | Devon Kershaw          | Kanada      | 1:14:16.9 |
| 10        | Giorgio Di Centa       | Italien     | 1:14:19.8 |
| 11        | Franz Göring           | Tyskland    | 1:14:20.5 |
| 12        | Alex Harvey            | Kanada      | 1:14:20.7 |
| 13        | Pietro Piller Cottrer  | Italien     | 1:14:21.0 |
| 14        | Sjur Røthe             | Norge       | 1:14:21.2 |
| 15        | Ivan Babikov           | Kanada      | 1:14:22.2 |
| 16        | Johan Olsson           | Sverige     | 1:14:23.0 |
| 17        | Tord Asle Gjerdalen    | Norge       | 1:14:23.6 |
| 18        | Matti Heikkinen        | Finland     | 1:14:24.2 |
| 19        | Alexander Legkov       | Ryssland    | 1:14:25.9 |
| 20        | Anders Södergren       | Sverige     | 1:14:27.6 |